# Corriol de les Malvines
El corriol de les Malvines (Anarhynchus falklandicus) és una espècie d'ocell de la família dels caràdrids (Charadriidae) que habita platges de sorra, sabana humida i estanys de la zona meridional d'Amèrica del Sud, al centre i sud de Xile fins a Cap d'Hornos, Argentina fins Terra del Foc, i les Illes Malvines.